# Fredi Winter

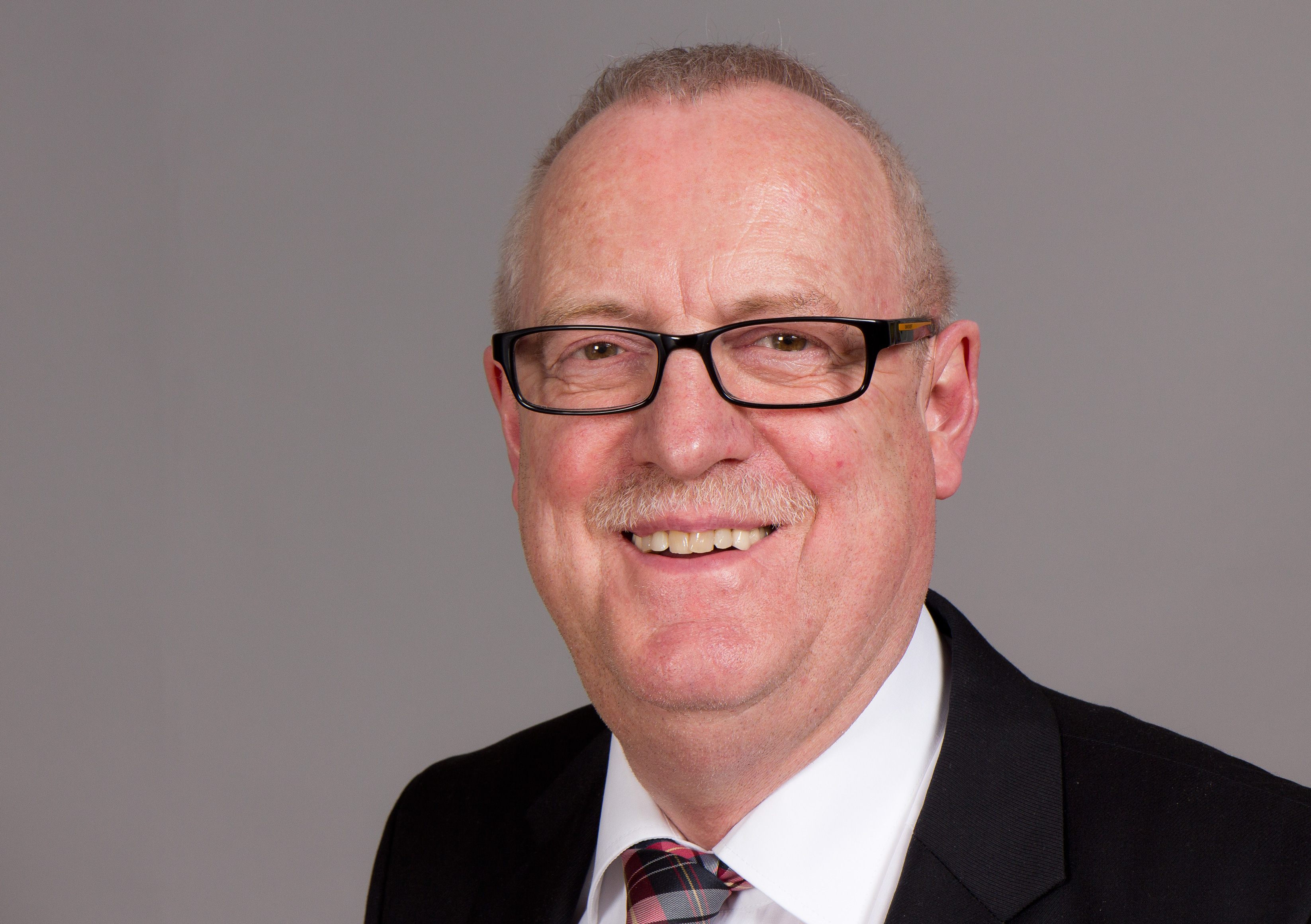
Fredi Winter (2014)

Fredi Winter (* 16. Juli 1948 in Neuwied) ist ein deutscher Politiker (SPD) und war von 2006 bis 2019 Mitglied des rheinland-pfälzischen Landtages.

## Familie
Fredi Winter ist verheiratet, hat zwei erwachsene Kinder und zwei Enkel.

## Beruflicher Werdegang
Fredi Winter besuchte von 1955 bis 1963 die katholische Volksschule Marienschule in Neuwied. 1963 begann er eine Verwaltungslehre bei der Stadtverwaltung Neuwied.
Nach Abschluss der 1. und 2. Verwaltungsprüfung machte er sich im „Amt für Stadtmarketing“ als Organisator des Deichstadtfestes einen Namen. Als Amtsrat leitete er bis 2006 die Tourismusabteilung der Stadt Neuwied.

## Politik
Von 1990 bis 2006 war er und seit 2014 ist er wieder Mitglied im Kreistag des Kreises Neuwied. Seit 2009 ist er Mitglied des Stadtrates Neuwied und stellvertretender Fraktionsvorsitzender der SPD.
Von 2010 bis 2021 war er Kreisvorsitzender der SPD im Kreisverband Neuwied. Seit 2021 ist er Landesvorsitzender der AG60+ der SPD Rheinland-Pfalz.
In den Jahren 2006, 2011 und 2016 gewann er bei den Landtagswahlen das Direktmandat für den Wahlkreis Neuwied. Am 7. Juni 2019 legte er das Landtagsmandat nieder, sein Nachfolger ist Sven Lefkowitz.

## Ehrenamtliche Tätigkeiten
In den 1990er Jahren war Fredi Winter Hallensprecher des EHC Neuwied. Fachjournalisten wählten ihn damals zum besten Hallensprecher Deutschlands. Er ist als Ehrenoffizier Mitglied der Ehrengarde der Stadt Neuwied und deren Sitzungspräsident.
Seit 1988 ist er Kreis- bzw. Präsidiumsvorsitzender des AWO-Kreisverbandes Neuwied.